# Сабор у Сремским Карловцима 1744.
На сабору 1744. год. у Сремским Карловцима за митрополита и патријарха је проглашен Аресније Јовановић, пећки патријарх, који је још 1741. са многим српским народом пресели у Хабзбуршку монархију. На овом сабору претресане су и друге ствари. Трајао је од почетка краја јануара до средине марта 1744. год. Дође му 98 посланика, али осим владика на сабор их буде пуштено само 76.